# Luptele de pe aliniamentul Topalu-Tașaul (1916)
Luptele de pe aliniamentul Topalu-Tașaul a fost o acțiune militară de nivel tactic, desfășurată pe Frontul Român, în timpul campaniei din anul 1916 a participării României la Primul Război Mondial. Ea s-a desfășurat în perioada 23 noiembrie/8 decembrie 1916 - 3/16 decembrie 1916 și a avut ca rezultat stoparea înaintării forțelor Puterilor Centrale, în ea fiind angajate forțe aliate din Divizia 61 Infanterie rusă, Divizia 115 Infanterie rusă și Divizia 3 Cavalerie rusă și forțe ale Puterilor Centrale din Divizia 1 Infanterie bulgară, Divizia 4 Infanterie bulgară, Divizia 217 Infanterie germană și  Brigada germană „Bode”. A făcut parte din acțiunile militare care au avut loc în acțiunile militare din Dobrogea.:p. 385

## Comandanți

### Comandanți aliați
- General Panteleimon Nicolaevici Simanski
- General Lev Lvovici Baikov
- General Evgheni Aleksandrovici Leontovici

### Comandanți ai Puterilor Centrale
- General Hristo Nedialkov
- General Pantelei Kiselov
- General Kurt von Gallwitz
- Colonel Bode